# تشكيلات كأس الخليج العربي 2003
تشكيلة الفرق في كأس الخليج 2003.

## منتخب الكويت لكرة القدم
- 1- شهاب كنكوني
- 2- يعقوب الطاهر
- 3- جمال مبارك
- 4- علي عبدالرضا
- 5- نهير الشمري
- 6- يوسف اليوحة
- 7- خالد عبد القدوس
- 8- عادل عقله
- 9- بشار عبد الله
- 10- خلف السلامة
- 11- علي الشمالي
- 12- فواز بخيت
- 13- سامر المرطة
- 14- محمد جراغ
- 15- وليد علي
- 16- عبد الله نهار
- 17- بدر المطوع
- 18- محمد فهاد
- 19- مساعد ندا
- 22- نواف الخالدي
- 23- خالد الفضلي
- 24- جراح العتيقي

## منتخب عمان لكرة القدم
- 1- سليمان المزروعي
- 2- محمد ربيع
- 3- وليد عطي
- 4- سعيد الشون
- 5- حسين مستهيل
- 6- حمدي هوبيس
- 7- جمال البلوشي
- 8- بدر الميمني
- 9- هاشم صالح
- 10- فوزي بشير
- 11- يوسف شعبان
- 12- أحمد مبارك
- 14- هاني الضابط
- 15- ناصر زايد
- 17- حسن مظفر
- 19- نبيل عاشور
- 20- عماد الحوسني
- 21- أحمد حديد
- 22- بدر جمعة
- 23- أحمد البوصافي
- 25- خليفه عايل
- 26- علي الحبسي

## منتخب السعودية لكرة القدم
- 1- مبروك زايد
- 2- أحمد الدوخي
- 3- رضا تكر
- 4- حمد المنتشري
- 5- نايف القاضي
- 6- عمر الغامدي
- 7- إبراهيم سويد
- 8- محمد نور
- 9- ياسر القحطاني
- 10- محمد الشلهوب
- 11- بندر تميم
- 12- مناف أبوشقير
- 13- سعود الخيبري
- 14- سعود كريري
- 15- طلال اليامي
- 16- خميس العويران
- 17- عبد الله الواكد
- 18- سعيد الدوسري
- 19- أسامة المولد
- 20- عبد العزيز الجنوبي
- 22- محمد شريفي
- 26- يسري الباشا

## منتخب الإمارات لكرة القدم
- 2- عبد الرحيم جمعة
- 3- جمعة خاطر
- 4- فهد علي
- 5- عبد السلام جمعة
- 6- رامي يسلم
- 7- محمد عمر
- 8- علي الوهيبي
- 9- فيصل علي
- 10- محمد راشد سرور
- 11- فيصل خليل
- 13- عبد الله علي
- 14- موسى البلوشي
- 16- سلطان راشد
- 17- وليد سالم
- 18- إسماعيل مطر
- 19- خالد علي
- 20- علي مسري
- 21- حميد فاخر
- 22- إسماعيل ربيع
- 23- نواف مبارك
- 24- سبيت خاطر
- 25- محمد قاسم

## منتخب اليمن لكرة القدم
- 1- سالم عوض
- 2- أنور السرورى
- 3- إبراهيم الفقيه
- 5- أحمد القماسي
- 6- محمد المخ
- 7- محمود القحصه
- 9- خالد بلعيد
- 10- علي العمقي
- 12- ياسر باصهيت
- 13- أحمد الوادي
- 14- شادي جمال
- 15- حمود قاسم
- 16- عادل السالمي
- 17- عصام الذبحاني
- 18- خالد الطاهش
- 19- نشوان الهجام
- 23- ناصر الوصابي
- 24- أحمد الزريقي
- 25- عصام عبد الكريم
- 26- أنور العوج
- 28- محمد زهرة
- 30- سامي جعيم

## منتخب قطر لكرة القدم
- 1- محمد عبد الله المخنوث
- 2- جفال راشد
- 3- محمد دابو
- 4- يوسف آدم
- 5- سعود غانم
- 6- ضاحي النوبي
- 7- علي المري
- 10- مشعل عبد الله
- 11- عبد العزيز حسن
- 13- وليد حمزة
- 14- سعود فتح
- 15- وليد محيي الدين
- 17- ماجد محمد
- 18- حامد شامي
- 19- سلمان مصبح
- 20- مبارك مصطفى
- 21- عبد الله كوني
- 23- إبراهيم الغانم
- 24- محمد صقر
- 26- إبراهيم سالمين
- 27- جاسم البوعينين
- 28- مبارك رشتيه

## منتخب البحرين لكرة القدم
- 1- عبد الرحمن عبد الكريم
- 2- عبد الله المرزوقي
- 3- باسل سلطان
- 4- حسن الموسوي
- 6- غازي الكواري
- 7- سيد محمود جلال
- 8- راشد الدوسري
- 9- راشد جمال
- 10- محمد سالمين
- 11- فيصل عبد العزيز
- 12- محمد جمعة
- 13- طلال يوسف
- 14- سلمان عيسى
- 15- صالح فرحان
- 17- حسين علي
- 18- حسين مكي
- 19- حسين علي أحمد
- 20- أحمد حسان
- 21- حسام المناعي
- 22- علي سعيد
- 30- علاء حبيل
- 31- محمد حبيل